# Cantharocnemis minor
Cantharocnemis minor là một loài bọ cánh cứng trong họ Cerambycidae.